# مورناگو
مورناگو (به ایتالیایی: Mornago) یک کومونه در ایتالیا است که در استان وارزه واقع شده‌است. مورناگو ۱۲٫۳ کیلومترمربع مساحت و ۴٬۴۴۳ نفر جمعیت دارد.